# Kleșciîha, Dubno
Kleșciîha (în ucraineană Клещиха) este un sat în comuna Ivanne din raionul Dubno, regiunea Rivne, Ucraina.

## Demografie
Componența lingvistică a localității Kleșciîha
     Ucraineană (97,37%)
     Rusă (2,63%)
Conform recensământului din 2001, majoritatea populației localității Kleșciîha era vorbitoare de ucraineană (97,37%), existând în minoritate și vorbitori de rusă (2,63%).